# 駒井茂春
駒井 茂春（こまい しげはる、1923年1月8日 - 1998年11月12日）は、日本の経営者。ダスキン社長を務めた。大阪府大阪市出身。

## 経歴・人物
1943年に大阪商科大学高等部商業科を卒業。安宅産業、自営業、クントクでの勤務を経て、1963年にダスキンの創業に参加し、取締役、副社長を経て、1979年11月に社長に就任。1994年6月から1998年6月までに会長を務めた。
1998年11月12日心不全のために死去。75歳没。